# Idioma romániço
O idioma romániço (que não se deve confundir com Línguas românicas, com românico nem com reto-românico) é um projeto de língua auxiliar internacional criado em 1991 e muito influenciado pelo esperanto, ido e interlingua. As diferenças principais entre romániço e esses idiomas são:
- Tem um léxico que se baseia rigorosamente no latim vulgar.
- Tem uma gramática mais simples — é dizer que nunca declina os sustantivos.
- Tem um artigo definido especial (il) para referir à classe inteira de um sustantivo: servar la hómino «servir ao humano»; servar il hómino «servir à humanidade».
- Tem um pronome epiceno para referir somente a seres humanos.
- Tem um sistema de verbos que pode render-se sinteticamente e analiticamente.

## Fonologia
Romániço oferece os mesmos sons vogais e consoantes que o espanhol. Geralmente, todas as palavras acentuam a penúltima sílaba, exceto os infinitivos, que acentuam a última. Não obstante, muitas palavras se acentuam na antepenúltima sílaba (por exemplo áquilo «águila»), e se distinguem por acentos ortográficos.

### Alfabeto e pronunciação
A maioria das vogais e das consoantes soam como seus equivalentes do Alfabeto Fonético Internacional, exceto:
- c /ts/
- ĝ /dʒ/
- j /ʒ/
- q /k/ (aparece somente antes de u)
- x /ks/ (o mesmo som em todas as posições)
- y /j/ (sempre uma consoante)

Romániço tem três bigramas padrões:
- ch /tʃ/
- kh /x/ (utilizado raramente)
- sh /ʃ/

E os ditongos seguintes:
- ia /ja/
- ie /je/
- ii /ji/
- io /jo/
- iu /ju/
- ua /wa/
- ue /we/
- ui /wi/
- uo /wo/
- uu /wu/
- au /aw/
- eu /ew/

## Gramática
Como o Esperanto e o Ido, o romániço é uma língua aglutinante, sem dizer que seu vocabulário está construído de radicais invariáveis aos que se lhes agregam afixos ou outros radicais. Alguns dos afixos mais comuns são:

### Afixos
| -o    | sustantivo: parlo «um discurso»; reĝo «um rei»; belo «uma beleza»                                    |
| -a    | adjetivo: marca qual é idêntico com o radical — parla «fala», «verbal»; reĝa «real»; bela «formoso»  |
| -e    | advérbio: parle «pelo discurso»; reĝe «realmente», «como rei»; bele «formosamente»                   |
| -s    | plural: parlos «discursos»; reĝos «reis»; belos «belezas»                                            |
|       | |
| -ar   | verbo, infinitivo: parlar «falar»; reĝesar «ser um rei, reinar»; belesar «ser formoso»               |
| -an   | verbo, presente: mi parlan «eu falo»                                                                 |
| -in   | verbo, pretérito: mi parlin «eu falei»                                                               |
| -un   | verbo, futuro: mi parlun «eu falarei»                                                                |
| -es   | verbo, imperativo: ili parles! «falem eles!»                                                         |
| -eban | verbo, condicional: mi parleban «eu falaria»                                                         |
|       | |
| -ant- | presente ativo: parlanta «falando»; parlanto «pessoa ou coisa que fala»                              |
| -at-  | presente passivo: parlata «sendo falado»; parlato «coisa que está falando»                           |
| -int- | pretérito ativo: parlinta «estava falando»; parlinto «pessoa ou coisa que falava»                    |
| -it-  | pretérito passivo: parlita «foi falado»; parlito «coisa que foi falada»                              |
| -unt- | futuro ativo: parlunta «está prestes a falar»; parlunto «pessoa ou coisa prestes a falar»            |
| -ut-  | futuro passivo: parluta «estará prestes a ser falado»; parluto «coisa que está prestes a ser falada» |

Existe também um sufixo verbal -en que se usa (com as partículas has, van, volde, e fay) para expressar qualquer tempo ou modo: mi parlen «falo»; mi here parlen «falei ontem»; mi has parlen «falei»; mi van parlen «falava»; mi volde parlen «eu falaria»; fay parlen! «fale!».

### Pronomes
Os pronomes básicos em romániço são mi «eu», ti «tu», vi «você», ili «ele», eli «ela», oli «eles», nos «nós», vos «vós», los «eles/elas», oni «a gente», si «si». Os possessivos estão construídos por meio de se agregar -a, por exemplo mia «meu».
O romániço é o único entre as línguas construídas em que oferece um pronome epiceno —hi— que é utilizado para referir somente a seres humanos: Esque la postalisto has konsignen la pako? Sik, hi has konsignen oli ye equista matino. «O carteiro/a entregou o pacote? Sim, entregou-o esta manhã.»
Para os que desejam, as formas plurais ilos, elos, olos, e hos estão disponíveis.

### Ordem de palavras
A ordem normal das palavras em romániço é sujeto-verbo-complemento, como em Louis has kolpen Ludwik «Louis golpeou a Ludwik». Se um inverte a ordem das palavras, um também inverte o sujeito e o complemento. (Ludwik has kolpen Louis «Ludwik golpeou a Louis»), a menos que um utilize a preposição je para marcar o complemento. (Je Ludwik has kolpen Louis «Louis golpeou a Ludwik») ou utilize uma palavra interrogativa para representar o sujeito (Qua has kolpen Ludwik? «Quem golpeou a Ludwik?») ou complemento (Qua Louis has kolpen? «A quem golpeou Louis?»).

## Amostras
| Saluto! | Olá! |
| Esque vi poten parlar Romániço? | Você fala Romániço? |
| Quante kosten equistos? | Quanto custam estes? |
| Volde placen ad mi komprar equista. | Quisera comprar este. |
| Graticio! | Obrigado! |
| Quo? Mi jam has pagen por equista! | Quê? Eu paguei isto! |
| Vi has ne donen ad mi quitifatesto. | Você não me deu um recibo. |
| Se vi van ne liberifen mi, mia paeso van invasen via paeso! | Se você não me soltar, meu país invadirá seu país! |
| | |
| D-ro Zaslavskiy, aut: Quale mi has aprensen cesar destranquilesar et amar Rusenso La Rusana linguaĝo es diventinta universala linguaĝo ... La serio di linguaĝos kursen tra la épokos. Latinenso has es la linguaĝo di la mundo antiqua, Francenso di la mundo feudana, Anglenso di kapitalismo. Rusenso es la universala linguaĝo di socialismo. Francenso es la linguaĝo ornamentizita di kortanos et Anglenso la jargono di komerciistos. Los has es la linguaĝos di la klasos gubernanta et di snoba intelektosos. La Anglana linguaĝo has korupten pópulos en extranĝera paesos. Rusenso es la unésima universala linguaĝo di internacionezismo. Nula poten nominiĝar si erudito se hi ne sapen Rusenso. Selektaĝo de "La magna linguaĝo di nosa époko" da David Zaslavskiy Literaturana jurnalo, Moskvá, n-ro 1, 1 Januario 1949 | Dr. Zaslavsky, ou: Como aprendi a deixar de preocupar-me e amar russo A língua russa tornou-se uma língua universal ... A sucessão de idiomas corre por todas as eras. Latim era a língua do mundo antigo, francês do mundo feudal, inglês do capitalismo. Russo é a língua universal do socialismo. Francês é a língua chique dos cortesãos, e o inglês o jargão de comerciantes. Eram as línguas das classes dirigentes e os intelectuais esnobistas. A língua inglesa corrompeu a gente em terras estrangeiras. O russo é a primeira língua universal do internacionalismo. Nada pode chamar-se um erudito se ele não sabe ruso. Seleção de «A grande língua da nossa era» por David Zaslavsky Literaturnaja gazeta, Moscou, no. 1, 1 janeiro 1949 |